# Vestel
Vestel A.Ş. ist ein türkischer Konzern mit Schwerpunkt in der Produktion von Elektronikgeräten. Er ist seit 1994 Teil des Industriekonzerns Zorlu Holding. Der Hauptsitz befindet sich in Manisa im Westen der Türkei, wo sich der mit 1,3 Millionen Quadratmetern größte Fabrikkomplex der Türkei befindet. In der Vestel City genannten Produktionsstätte sind 19.000 Mitarbeiter beschäftigt.
Vestel produziert unter eigenem Markennamen sowie weiteren Marken. Bei Fernsehgeräten ist Vestel der drittgrößte Hersteller weltweit. Hauptmarken sind derzeit Toshiba, Telefunken, Hitachi, JVC (TV) und Sharp (Haushaltsgeräte). Weitere Marken sind Graetz, Kendo, Techwood, Finlux, Luxor, OK (Eigenmarke von MediaMarktSaturn) und Vestfrost. Auch einige TV-Modelle von Panasonic werden von Vestel gefertigt.
1996 gründete Vestel zusammen mit der deutschen SEG (Schmid Electronics GmbH) die VESEG GmbH in München für den gemeinschaftlichen europäischen Vertrieb. Ende 2007 wurde diese Partnerschaft getrennt und seit 2008 ist es zu 100 % ein Tochterunternehmen der Vestel-Gruppe, womit der Name zu Vestel Germany GmbH abgeändert wurde.
Bekannt wurde Vestel u. a. durch die Sponsorschaft beim ehemaligen türkischen Fußballverein Manisaspor, der von 2005 bis 2008 unter dem Namen Vestel Manisaspor in der Süper Lig spielte. Nach dem Rückzug Vestels als Hauptsponsor heißt der Verein seit 2008 nur noch Manisaspor.
2008 wurde der dänische Haushaltsgerätehersteller Vestfrost erworben.

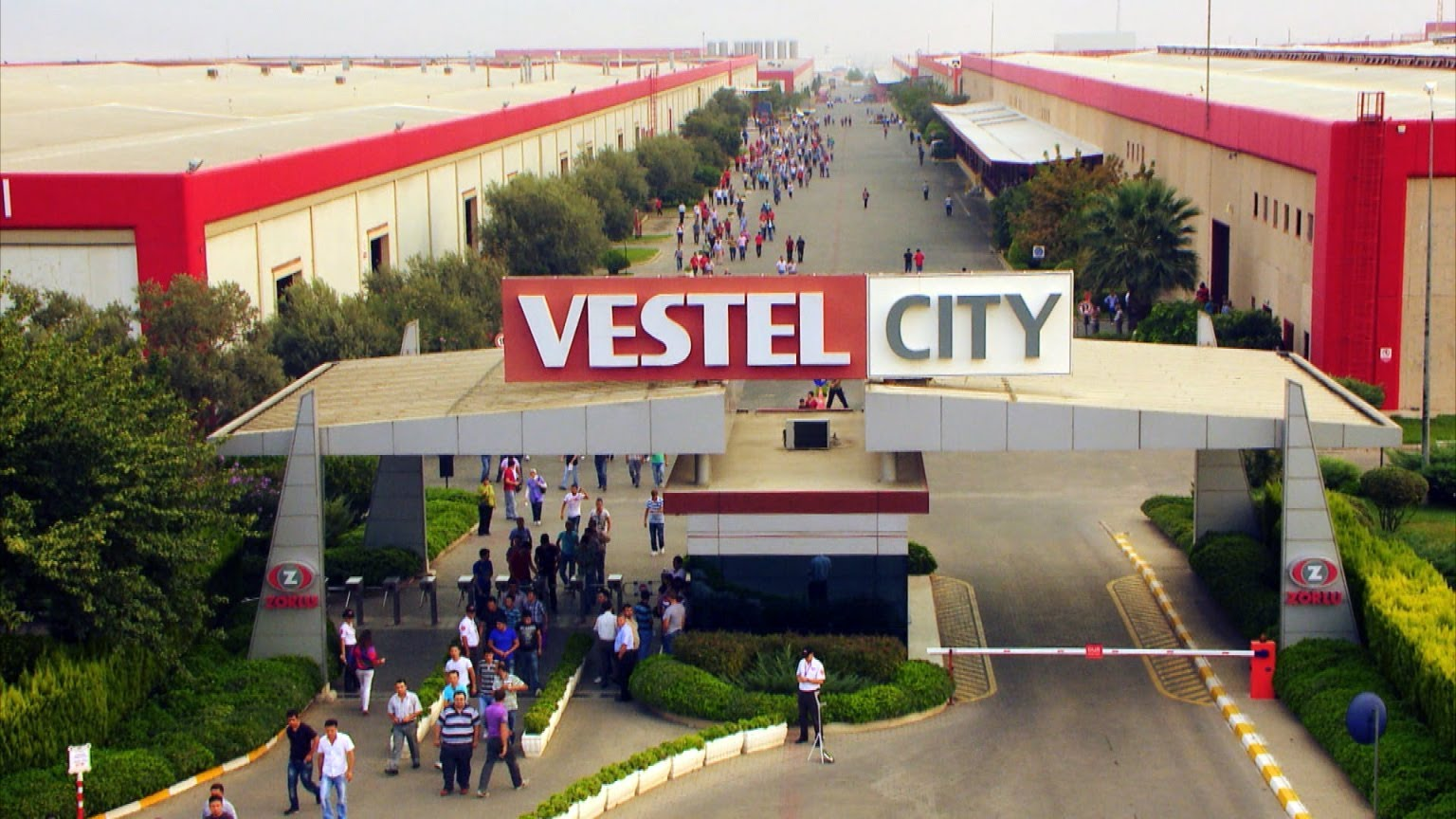
Eingang zu den Produktionshallen

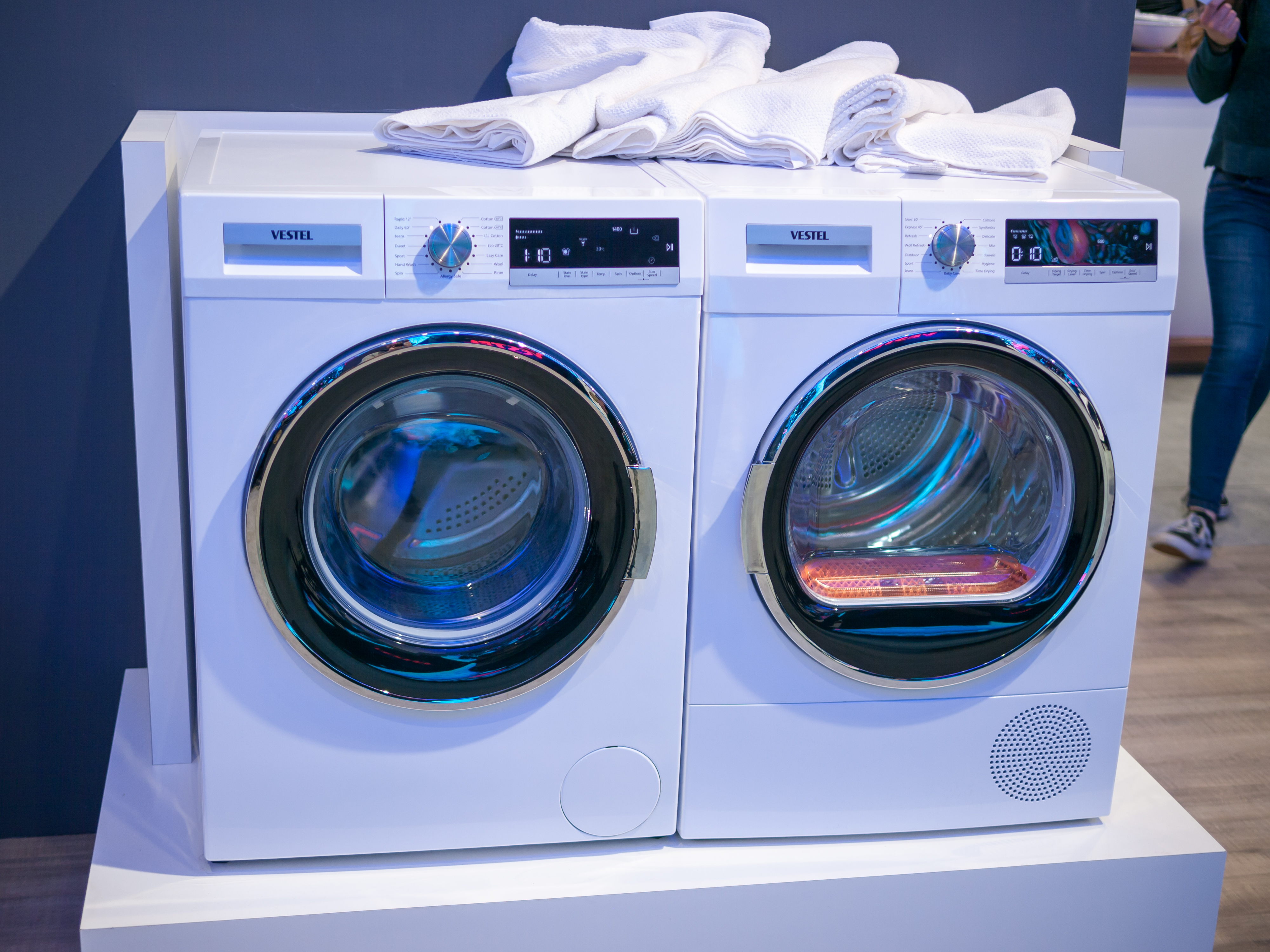
Waschmaschinen auf der IFA Berlin

## Drohnen
Vestel produziert auch Drohnen für militärische Zwecke.
- VESTEL Efe (Mini-UAV)
- VESTEL Arı (Micro-UAV)
- Vestel Karayel (TUAV)